# Национальный исторический музей Аргентины
Национальный исторический музей (исп. Museo Histórico Nacional) расположен в Сан-Тельмо, районе города Буэнос-Айрес. Музей посвящён истории Аргентины, прежде всего периоду Майской революции и войны за независимость Аргентины.

## История
Музей был основан мэром Буэнос-Айреса Франсиско Сеебером 24 мая 1889 года под названием Столичный исторический музей (исп. Museo Histórico de la Capital). Первым директором музея, открытого 15 февраля 1891 года, стал Адольфо Карранса. Часть коллекции музея составили пожертвования потомков героев Майской революции и войны за независимость, остальные экспонаты были переданы Народным музеем. Поскольку экспозиция музея охватывала не только историю столицы, то было решено переименовать его в Национальный исторический музей. В 1897 году музей переехал из муниципального здания, где теперь располагается Ботанический сад, в здание, находящееся в государственной собственности, на территории парка Лесама, где и находится и по сей день. В 1997 году здание по улице Дефенса, 1652, где располагается основная экспозиция музея, было признано национальным историческим памятником.

## Коллекция
В музее выставлены предметы, связанные с выдающимися событиями и личностями в истории Аргентины, прежде периода Майской революции и войны за независимость. Здесь хранятся вещи Хосе де Сан-Мартина, Мануэля Бельграно, Бартоломе Митре, картины Прилидиано Пуэйрредона и Кандидо Лопеса, старинные книги и литографии, религиозные картины и скульптуры, флаги, старинное оружие и военная униформа, мебель, музыкальные инструменты, одежда и предметы быта аргентинцев прошлых веков. Национальный исторический музей имеет 30 залов и библиотеку. Штат рабочих составляет 33 человека, годовой бюджет — 1,5 млн. аргентинских песо.

widths=170
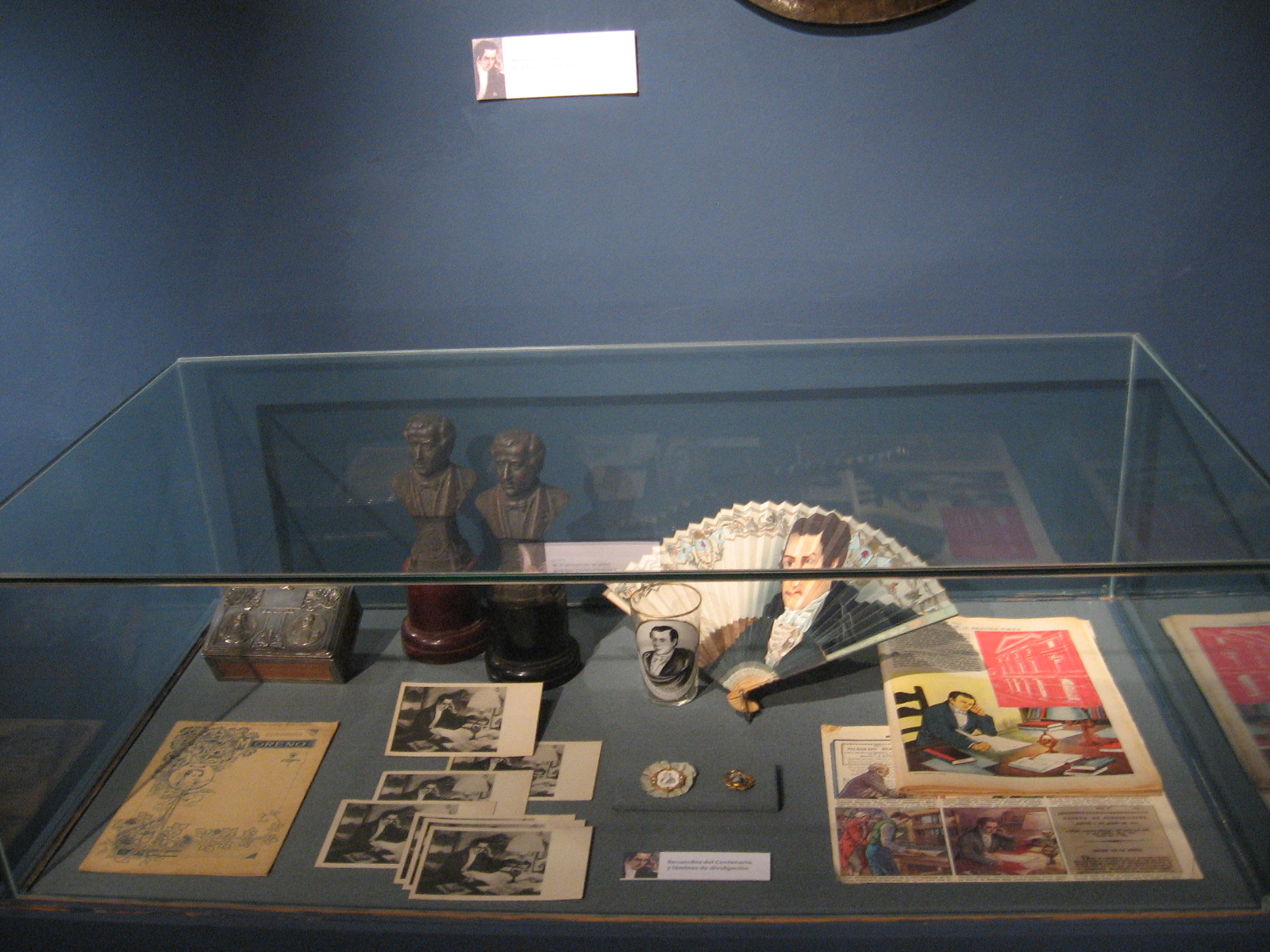
Личные вещи Марьяно Морено
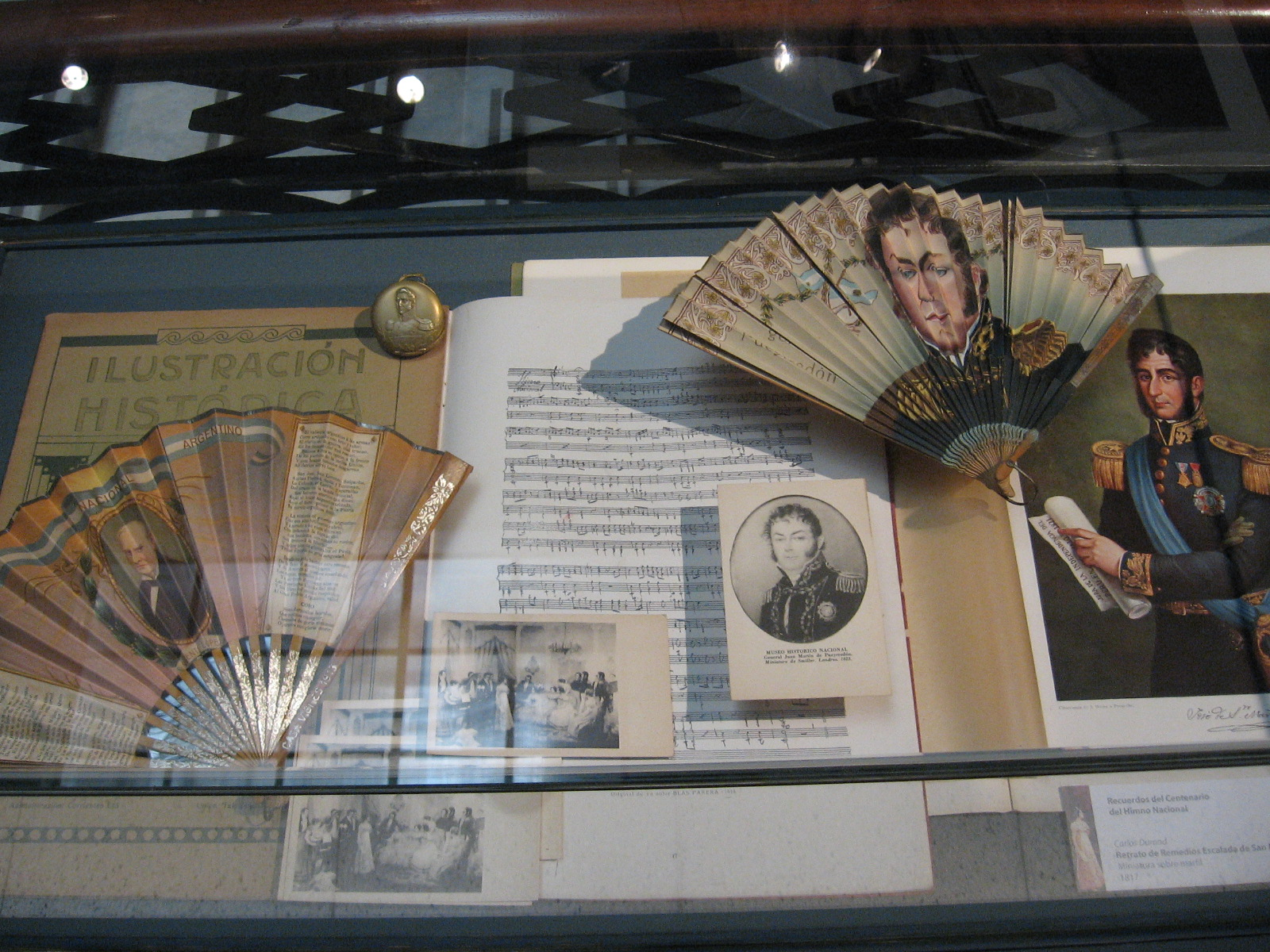
Партитура гимна Аргентины
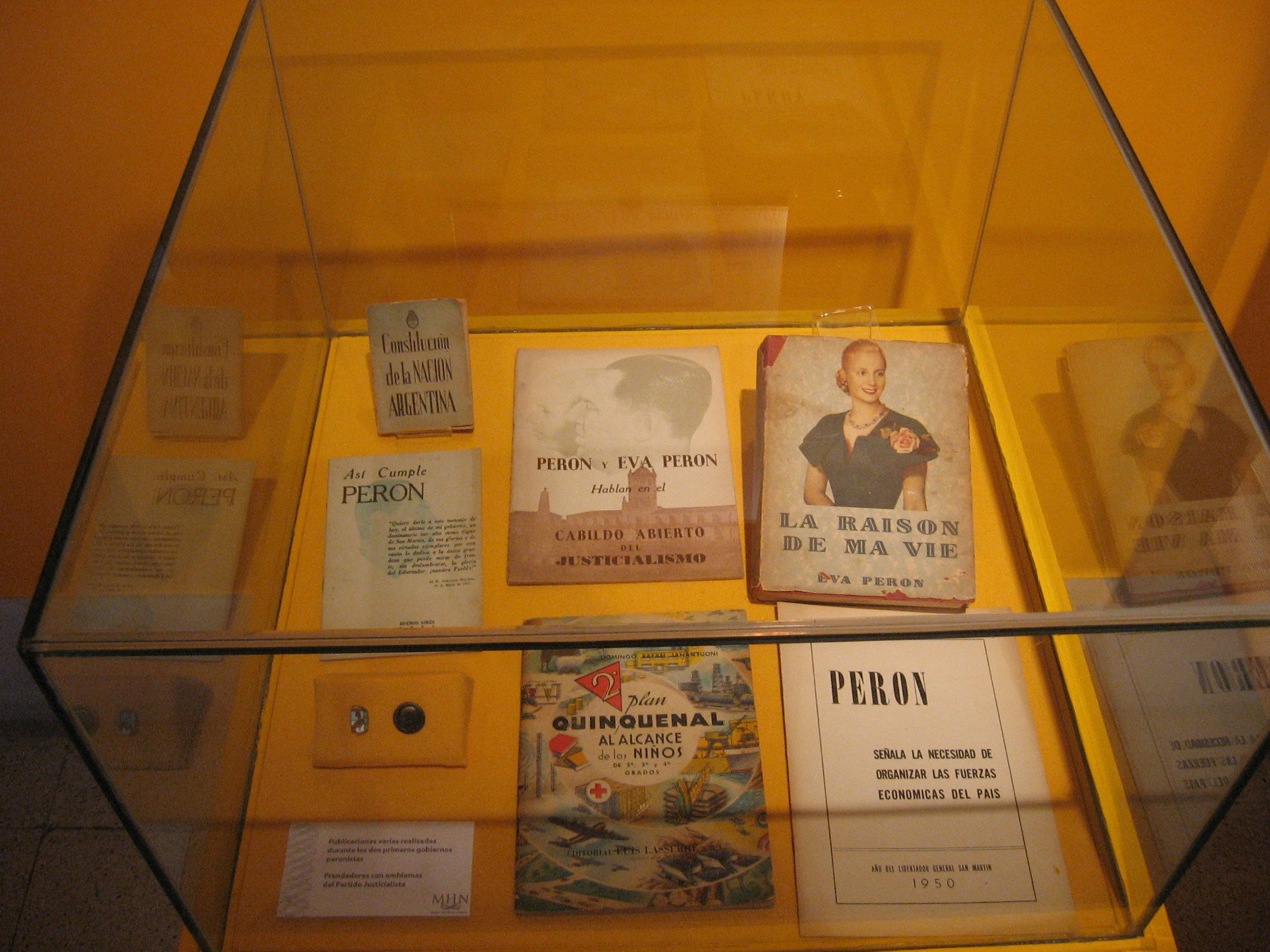
Перонистские издания
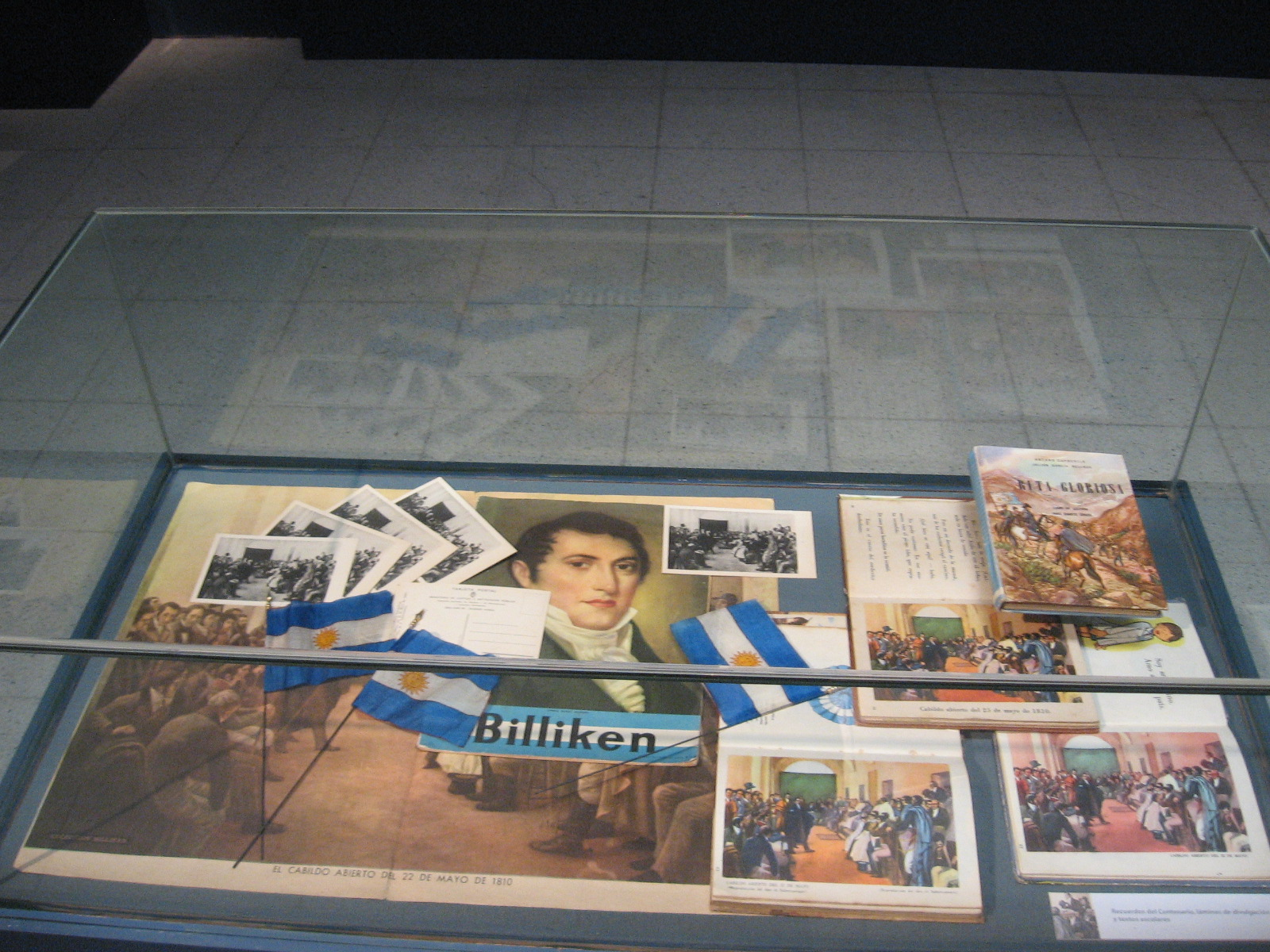
Издания о Майской революции
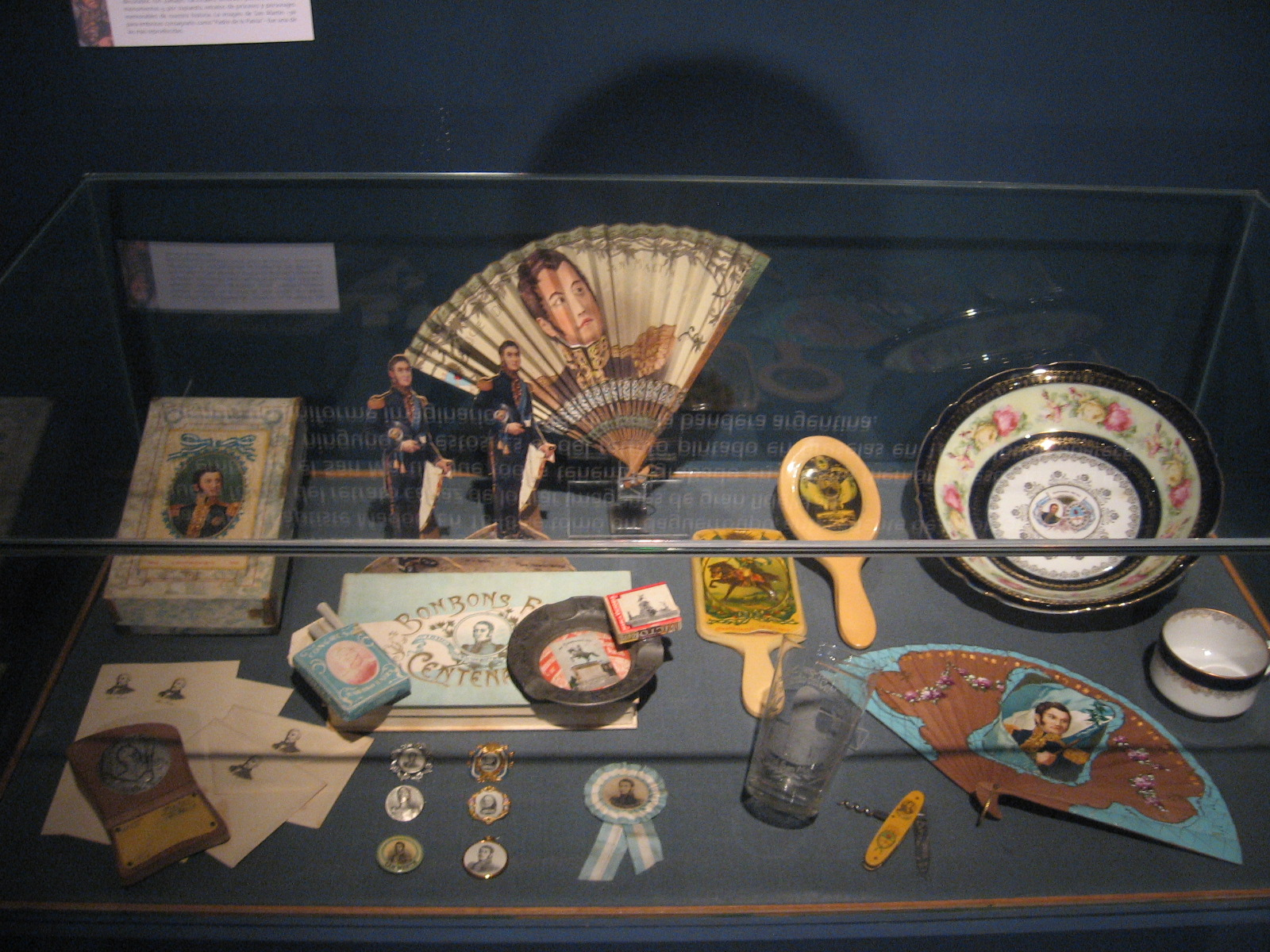
Вещи, связанные с фигурой Сан-Мартина